# 48-й отдельный гвардейский танковый полк прорыва
48-й отдельный гвардейский тяжёлый танковый Бранденбургский ордена Кутузова полк прорыва — танковая часть Красной Армии в Великой Отечественной войне.

## История
Сформирован по штату № 010/266 в октябре 1942 года на основании Директивы НКО № 1104862 от 09.10.1942 г. в Горьковской области как 48-й отдельный тяжёлый танковый полк прорыва, созданный на базе избыточного личного состава, оставшегося после переформирования 188-й отдельной танковой бригады и 252-й отдельной танковой бригады в отдельные танковые полки с той же нумерацией. Звание гвардейского присвоено по формированию.
Первоначальный штатный боевой состав: 21 английский тяжёлый танк «Черчилль» (Infantry Tank Mk.IV «Churchill»), 3 бронемашины БА-64, 2 легковых автомобиля ГАЗ-М1, 5 1,5-тонных грузовиков ГАЗ-АА, 21 3-тонных ЗИС-5, 1 штабной ГА3-05, 1 санитарный ГАЗ-55, 4 цистерны ЗИС-5, ПЗС на шасси ГАЗ-АА, 1 ВМЗ, 1 ремонтная летучка типа «А», 1 ремонтная летучка типа «Б», 4 мотоцикла без коляски и 214 человек.
Организационно полк включал в себя управление и штаб полка (1 танк), взводы управления, хозяйственный и сапёрный, четыре танковых роты по два взвода двухтанкового состава (всего в роте 5 танков), роту технического обеспечения и пункт медицинской помощи. При переходе на штат № 010/460 добавилась рота автоматчиков.
Периоды нахождения в составе Действующей Армии:
16.01.1943—20.02.1943 г.
15.06.1943—17.12.1943 г.
10.07.1944—09.05.1945 г.
Боевой путь в Великой Отечественной войне начал в составе войск Донского фронта в ходе Среднедонской наступательной операции («Малого Сатурна»). Далее участвовал в Курской битве в составе войск Воронежского фронта и войдя в состав 5-го гвардейского танкового корпуса в последующих операциях на Лево- и Правобережной Украине.
В декабре 1944 года полк выведен на переформирование и к июню 1944 г., перевооружившись танками ИС-2, переброшен на 2-й Прибалтийский фронт, где вошёл в состав 5-го танкового корпуса, в составе которого участвовал в Двинской и Рижской наступательных операциях.
В конце октября 1944 года полк был введён в состав 8-го гвардейского механизированного корпуса 1-й гвардейской танковой армии 1-го Белорусского фронта, где участвовал в Варшавско-Познанской операции, Восточно-Померанской операции и Берлинской наступательной операции, 

## Награды
За отличия в боях в ходе взятия Бранденбурга удостоен почётного наименования «Бранденбургский», 26.04.1945 г. награждён орденом Кутузова III степени.

## Командиры полка
- гв. подполковник Тяглов, Гавриил Михайлович
- гв. подполковник Гойзман, Дмитрий Лазаревич (убит 24.07.1944 г.)
- гв. полковник Архипов, Иван Иванович (ранен 18.04.1945)
- гв. майор Борисов

## Таблица позывных танков полка на 17.07.1944 г.

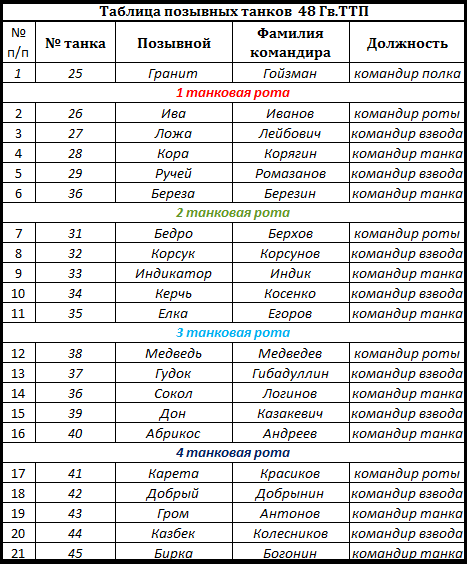

## Отличившиеся воины
| Награда | Ф.И.О                        | Должность         | Звание            | Дата награждения    | Примечания                       |
| ------- | ---------------------------- | ----------------- | ----------------- | ------------------- | -------------------------------- |
|         | Красиков, Николай Максимович | командир танка    | гвардии лейтенант | 22 апреля 1944 года | Погиб в бою 11 ноября 1943 года  |
|         | Мосолов, Анатолий Алексеевич | командир 4-й роты | гвардии лейтенант | 3 июня 1944 года    | Погиб в бою 19 октября 1943 года |